# Ellsworth (Minnesota)
Ellsworth – miasto w Stanach Zjednoczonych, w stanie Minnesota, w hrabstwie Nobles.